# Ingram (Texas)
Ingram és una població dels Estats Units a l'estat de Texas. Segons el cens del 2000 tenia 1.740 habitants.

## Demografia
Segons el cens del 2000, Ingram tenia 1.740 habitants, 639 habitatges, i 470 famílies. La densitat de població era de 524,9 habitants/km².
Dels 639 habitatges en un 37,4% hi vivien nens de menys de 18 anys, en un 55,2% hi vivien parelles casades, en un 13% dones solteres, i en un 26,4% no eren unitats familiars. En el 22,7% dels habitatges hi vivien persones soles l'11,6% de les quals corresponia a persones de 65 anys o més que vivien soles. El nombre mitjà de persones vivint en cada habitatge era de 2,72 i el nombre mitjà de persones que vivien en cada família era de 3,19.
Per edats la població es repartia de la següent manera: un 29,4% tenia menys de 18 anys, un 8,4% entre 18 i 24, un 30,2% entre 25 i 44, un 20,6% de 45 a 60 i un 11,4% 65 anys o més.
L'edat mediana era de 35 anys. Per cada 100 dones de 18 o més anys hi havia 94,3 homes.
La renda mediana per habitatge era de 30.958 $ i la renda mediana per família de 33.542 $. Els homes tenien una renda mediana de 24.779 $ mentre que les dones 17.738 $. La renda per capita de la població era de 12.883 $. Aproximadament l'11% de les famílies i el 13,3% de la població estaven per davall del llindar de pobresa.

## Poblacions més properes
El següent diagrama mostra les poblacions més properes.